# Witvlektoonhaai
De witvlektoonhaai (Mustelus palumbes) is een haai uit de familie van de gladde haaien.
Mustelus albipinnis · Australische toonhaai (Mustelus antarcticus) · Gevlekte toonhaai (Mustelus asterias) · Grijze toonhaai (Mustelus californicus) · Donkere toonhaai (Mustelus canis) · Scherpsnuittoonhaai (Mustelus dorsalis) · Gestreepte toonhaai (Mustelus fasciatus) · Egale toonhaai (Mustelus griseus) · Bruine toonhaai (Mustelus henlei) · Kleinoogtoonhaai (Mustelus higmani) · Brakwatertoonhaai (Mustelus lenticulatus) · Sikkelvintoonhaai (Mustelus lunulatus) · Stervlektoonhaai (Mustelus manazo) · Gespikkelde toonhaai (Mustelus mento) · Dwergtoonhaai (Mustelus minicanis) · Arabische toonhaai (Mustelus mosis) · Toonhaai (Mustelus mustelus) · Floridatoonhaai (Mustelus norrisi) · Witvlektoonhaai (Mustelus palumbes) · Zwartvlektoonhaai (Mustelus punctulatus) · Mustelus ravidus · Smalsnuittoonhaai (Mustelus schmitti) · Golf Van Mexico Toonhaai (Mustelus sinusmexicanus) · Mustelus stevensi · Mustelus walkeri · Gebochelde toonhaai (Mustelus whitneyi) · Mustelus widodoi